# آبشار دیر
آبشار دیر (به انگلیسی: Deer Falls) آبشاری است که در واشینگتن، ایالات متحده آمریکا واقع شده و ارتفاع کلی ریزشگاه آن ۹۰ پا (۳۰ متر) است.